# Саратовнефтегаз
Саратовнефтегаз является крупнейшим недропользователем Саратовской области. Предприятие специализируется на добыче углеводородного сырья. Уровень годовой добычи составляет приблизительно 1,5 млн т нефти в год.

## История
В 1937—1940 гг. Нижневолжским геологоразведочным трестом были начаты работы по бурению разведочных скважин на территории Саратовской области. Первым их результатом стала заложенная в апреле 1941 года скважина № 1 Елшанской площади, из которой был получен газовый фонтан.
За годы Великой Отечественной войны было пробурено свыше 29 тыс. метров проходки и открыто 7 месторождений. Большими достижениями стали строительство газопровода Елшанка-СарГРЭС и первого крупного магистрального газопровода Саратов-Москва.
Послевоенные годы стали для саратовских буровиков и эксплуатационников годами становления нефтегазовой промышленности региона. Для эксплуатации открытых месторождений нефти и газа создаются Елшанский, Песчано-Уметский и Соколовогорский нефтепромыслы. В феврале 1949 года на основе этого промыслового фонда организовывается объединение «Саратовнефть» (позднее — «Саратовнефтегаз»).
В 60-80-е годы высокими темпами велись работы по освоению саратовского Заволжья. Обустраивались и вводились в промышленную разработку новые месторождения, прокладывались трубопроводы, строились объекты инфраструктуры.
В декабре 2005 года ОАО «Саратовнефтегаз» вошло в состав НК «РуссНефть».
За время работы на земле Поволжья коллективом «Саратовнефтегаза» открыто 116 месторождений нефти и газа, добыто свыше 85 млн тонн нефти и газового конденсата и более 100 млрд. м3 газа, пробурено на саратовской земле 6,6 млн метров горных пород.
В июле 2019 года наименование общества приведено в соответствие с действующим законодательством Российской Федерации — новое полное фирменное наименование Общества на русском языке: Публичное акционерное общество «Саратовнефтегаз», сокращенное наименование: ПАО «Саратовнефтегаз».

## Компания сегодня
Предприятие — крупнейший добытчик природного топлива в регионе. Сейчас в разработке на территории Саратовской и Волгоградской областей находятся свыше 40 месторождений. За время работы на земле Поволжья открыто 116 месторождений нефти и газа, добыто свыше 85 млн тонн нефти и газового конденсата и более 100 миллиардов кубометров газа, пробурено 6,6 миллионов метров горных пород.
Осуществляется деятельность по 44 лицензиями на право пользования недрами, из которых 3 для геологического изучения, включающего поиски и оценку, разведку и добычу полезных ископаемых и 41 с целью разведки и добычи полезных ископаемых. Из общего числа: 42 участка расположены на территории Саратовской области, 1 участок на территории Волгоградской области — Волгоградская часть Белокаменного месторождения и 1 участок недр расположен в Республике Калмыкия.
У ПАО «Саратовнефтегаз» имеется 1 лицензия на право пользования недрами для геологического изучения, включающего поиски и оценку месторождений, для разведки и добычи полезных ископаемых в пределах Смоленского участка недр в Саратовской области. У ПАО «Саратовнефтегаз» также имеются 5 лицензий на добычу подземных вод для хозяйственно-бытового и производственного водоснабжения.
К существенным событиям, произошедшим в текущем году можно отнести завершение строительства и введение в эксплуатацию Блока подготовки газа на СП-22 УПГ Белокаменного месторождения. Также в 3 квартале 2018 г. выполнено 7 ГРП, дополнительная добыча от этого мероприятия составила 13,1 тыс. тонн нефти. Завершено строительство автоматизированной информационно-измерительной системы коммерческого учета электроэнергии (АИИСКУЭ) на объектах ПАО «Саратовнефтегаз».
За 2018 год было добыто 735110 тонн нефти и 346028 тыс. м3 газа, из которых реализовано 294217 тыс. м3.
В структуру ПАО «Саратовнефтегаз» входят:
- Аппарат управления
- Багаевский цех по добыче нефти и газа
- Северный цех по добыче нефти и газа
- Пугачевский цех по добыче нефти и газа
- Левобережный цех по подготовке и транспортировке нефти и газа
- Правобережный цех по подготовке и транспортировке нефти и газа
- Испытательная лаборатория
- Цех материально-технического обеспечения
- Цех текущего и капитального ремонта скважин
- Ремонтно-механический цех
- Цех автоматизации, метрологии, информационных технологий и связи
- Районная инженерно-технологическая служба

## Собственники и руководство
Основной акционер компании — ПАО НК «РуссНефть» (владеет 96,2 % обыкновенных акций предприятия).
Руководство компании:
- Генеральный директор — Девяткин Михаил Петрович
- Главный инженер — первый заместитель генерального директора — Архирейский Сергей Александрович
- Заместитель генерального директора по безопасности — Дергунов Илья Валерьевич
- Заместитель генерального директора по персоналу и социальным вопросам — Казбеков Андрей Казбекович
- Заместитель генерального директора по связям с государственными органами власти и социальным вопросам — Старшова Наталия Ивановна
- Заместитель генерального директора по экономике и финансам — Сердюков Игорь Иванович
- Главный геолог — заместитель генерального директора — Мезиков Сергей Евгеньевич
- Заместитель генерального директора по капитальному строительству — Горбачёв Александр Васильевич
- Заместитель генерального директора по перспективным газовым проектам и сервисам — Петляков Сергей Владимирович

## Дочерние компании
Саратовнефтегаз контролирует 6 дочерних предприятий, деятельность которых в основном связана с обслуживанием основной деятельности материнской компании:
1. АО «Саратов-Бурение»
2. ООО «Заволжское управление технологического транспорта»
3. АО «Геофизсервис»
4. ООО «Саратовэнергонефть»
5. ООО «Нефтебытсервис»
6. ООО «РедОйл»

## Персоналии
- Абакумов, Юрий Иванович — буровой мастер «Саратовнефтегаза», полный кавалер ордена Трудовой Славы.